# BM15

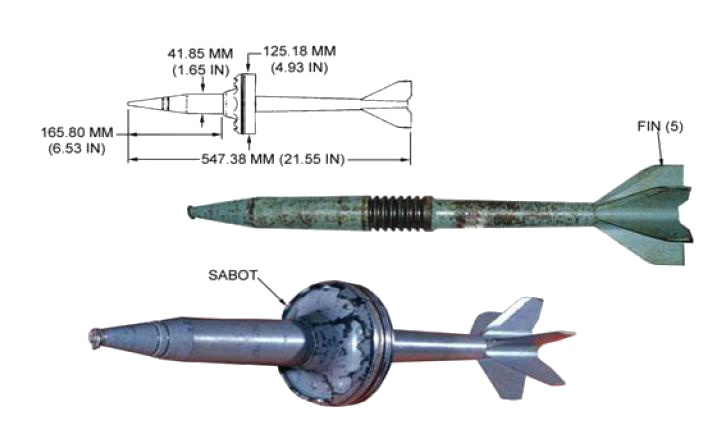
BM-15

BM15 – sowiecki pocisk APFSDS do dział czołgowych, z rdzeniem wykonanym ze stali. Wystrzeliwany z gładkolufowych armat czołgowych kalibru 125 mm D-81.  Wchodzi w skład jednostki ognia czołgu T-64, T-72, T-80, T-84, M-84, PT-91 Twardy. Pocisk przestarzały, wycofywany z uzbrojenia w Rosji. Stanowi podstawową amunicję polskich czołgów T-72 i PT-91 Twardy.

## Dane taktyczno-techniczne
- Kaliber: 125 mm
- Średnica rdzenia: 44 mm
- Długość rdzenia: 660 mm
- Masa pocisku: 5,63 kg
- Masa rdzenia: 3,84 kg
- Prędkość wylotowa: 1785 m/s
- Maksymalne ciśnienie w lufie: 450 MPa
- Przebijalność: 300 mm RHA[2](na odległość 2000 m)